# Liste der Nummer-eins-Hits in Italien (1973)
Diese Liste der Nummer-eins-Hits basiert auf den Charts des italienischen Musikmagazins Musica e dischi im Jahr 1973. Es gab in diesem Jahr neun Nummer-eins-Singles und sechs Nummer-eins-Alben.

## Singles
| ← 1972 ← | Liste der Nummer-eins-Hits in Italien (M&D) | Liste der Nummer-eins-Hits in Italien (M&D) | Liste der Nummer-eins-Hits in Italien (M&D)                                  | 1974 →                                                               |
| \| Zeitraum \| Wo. ges. \| Interpret \| Titel Autor(en) \| Zusätzliche Informationen \| \| (Zeitraum, Wochen auf Platz eins, Interpret, Titel, Autor[en], zusätzliche Informationen) \| \| \| \| \| \| ----------------------------------------------------------------------------------------- \| -------- \| ---------------- \| ---------------------------------------------------------------------------- \| -------------------------------------------------------------------- \| \| 50. Woche 1972 – 5. Woche 1973 8 Wochen \| 8 \| Claudio Baglioni \| Questo piccolo grande amore Claudio Baglioni, Antonio Coggio \| – \| \| 6.–14. Woche 9 Wochen \| 9 \| Lucio Battisti \| Il mio canto libero Lucio Battisti, Mogol \| – \| \| 15.–16. Woche 2 Wochen \| 2 \| Peppino di Capri \| Un grande amore e niente più E. J. Wright, Giuseppe Faiella, Franco Califano \| Mit diesem Lied gelang di Capri der Sieg beim Sanremo-Festival 1973. \| \| 17.–24. Woche 8 Wochen (insgesamt 9) \| 9 \| Don McLean \| Vincent Don McLean \| – \| \| 25. Woche 1 Woche \| 1 \| Elton John \| Crocodile Rock Elton John, Bernie Taupin \| – \| \| 26. Woche 1 Woche (insgesamt 9) \| 9 \| Don McLean \| Vincent Don McLean \| – \| \| 27.–30. Woche 4 Wochen \| 4 \| Camaleonti \| Perché ti amo Totò Savio, Giancarlo Bigazzi \| – \| \| 31.–42. Woche 12 Wochen \| 12 \| Patty Pravo \| Pazza idea Cesare Gigli, Paolo Dossena, Maurizio Monti, Giovanni Ullu \| – \| \| 43. Woche 1 Woche \| 1 \| Today’s People \| He Michaële, Lana & Paul Sebastian \| Dem französischen Popduo gelang ein kurzer Nummer-eins-Erfolg. \| \| 44. Woche 1973 – 1. Woche 1974 10 Wochen \| 10 \| Lucio Battisti \| La collina dei ciliegi Lucio Battisti, Mogol \| – \| |                                             |                                             |                                                                              |                                                                      |
| ← 1972 |                                             |                                             |                                                                              | → 1974 →                                                             |
| Zeitraum | Wo. ges.                                    | Interpret                                   | Titel Autor(en)                                                              | Zusätzliche Informationen                                            |
| (Zeitraum, Wochen auf Platz eins, Interpret, Titel, Autor[en], zusätzliche Informationen) |                                             |                                             |                                                                              |                                                                      |
| 50. Woche 1972 – 5. Woche 1973 8 Wochen | 8                                           | Claudio Baglioni                            | Questo piccolo grande amore Claudio Baglioni, Antonio Coggio                 | –                                                                    |
| 6.–14. Woche 9 Wochen | 9                                           | Lucio Battisti                              | Il mio canto libero Lucio Battisti, Mogol                                    | –                                                                    |
| 15.–16. Woche 2 Wochen | 2                                           | Peppino di Capri                            | Un grande amore e niente più E. J. Wright, Giuseppe Faiella, Franco Califano | Mit diesem Lied gelang di Capri der Sieg beim Sanremo-Festival 1973. |
| 17.–24. Woche 8 Wochen (insgesamt 9) | 9                                           | Don McLean                                  | Vincent Don McLean                                                           | –                                                                    |
| 25. Woche 1 Woche | 1                                           | Elton John                                  | Crocodile Rock Elton John, Bernie Taupin                                     | –                                                                    |
| 26. Woche 1 Woche (insgesamt 9) | 9                                           | Don McLean                                  | Vincent Don McLean                                                           | –                                                                    |
| 27.–30. Woche 4 Wochen | 4                                           | Camaleonti                                  | Perché ti amo Totò Savio, Giancarlo Bigazzi                                  | –                                                                    |
| 31.–42. Woche 12 Wochen | 12                                          | Patty Pravo                                 | Pazza idea Cesare Gigli, Paolo Dossena, Maurizio Monti, Giovanni Ullu        | –                                                                    |
| 43. Woche 1 Woche | 1                                           | Today’s People                              | He Michaële, Lana & Paul Sebastian                                           | Dem französischen Popduo gelang ein kurzer Nummer-eins-Erfolg.       |
| 44. Woche 1973 – 1. Woche 1974 10 Wochen | 10                                          | Lucio Battisti                              | La collina dei ciliegi Lucio Battisti, Mogol                                 | –                                                                    |

## Alben
| ← 1972 ← | Liste der Nummer-eins-Alben in Italien (M&D) | Liste der Nummer-eins-Alben in Italien (M&D) | Liste der Nummer-eins-Alben in Italien (M&D) | 1974 →                                                                  |
| \| Zeitraum \| Wo. ges. \| Interpret \| Titel \| Zusätzliche Informationen \| \| (Zeitraum, Wochen auf Platz eins, Interpret, Titel, zusätzliche Informationen) \| \| \| \| \| \| ------------------------------------------------------------------------------ \| -------- \| --------------- \| ---------------------------------------- \| ----------------------------------------------------------------------- \| \| 52. Woche 1972 – 22. Woche 1973 23 Wochen \| 23 \| Lucio Battisti \| Il mio canto libero \| – \| \| 23. Woche 1 Woche (insgesamt 2) \| 2 \| Pink Floyd \| The Dark Side of the Moon \| – \| \| 24.–27. Woche 4 Wochen \| 4 \| Elton John \| Don’t Shoot Me I’m Only the Piano Player \| – \| \| 28. Woche 1 Woche (insgesamt 2) \| 2 \| Pink Floyd \| The Dark Side of the Moon \| – \| \| 29.–36. Woche 8 Wochen \| 8 \| Gabriella Ferri \| Sempre \| – \| \| 37.–42. Woche 6 Wochen \| 6 \| Patty Pravo \| Pazza idea \| – \| \| 43. Woche 1973 – 6. Woche 1974 16 Wochen \| 16 \| Lucio Battisti \| Il nostro caro angelo \| Battistis achtem Studioalbum gelang der Einstieg direkt auf Platz eins. \| |                                              |                                              |                                              |                                                                         |
| ← 1972 |                                              |                                              |                                              | → 1974 →                                                                |
| Zeitraum | Wo. ges.                                     | Interpret                                    | Titel                                        | Zusätzliche Informationen                                               |
| (Zeitraum, Wochen auf Platz eins, Interpret, Titel, zusätzliche Informationen) |                                              |                                              |                                              |                                                                         |
| 52. Woche 1972 – 22. Woche 1973 23 Wochen | 23                                           | Lucio Battisti                               | Il mio canto libero                          | –                                                                       |
| 23. Woche 1 Woche (insgesamt 2) | 2                                            | Pink Floyd                                   | The Dark Side of the Moon                    | –                                                                       |
| 24.–27. Woche 4 Wochen | 4                                            | Elton John                                   | Don’t Shoot Me I’m Only the Piano Player     | –                                                                       |
| 28. Woche 1 Woche (insgesamt 2) | 2                                            | Pink Floyd                                   | The Dark Side of the Moon                    | –                                                                       |
| 29.–36. Woche 8 Wochen | 8                                            | Gabriella Ferri                              | Sempre                                       | –                                                                       |
| 37.–42. Woche 6 Wochen | 6                                            | Patty Pravo                                  | Pazza idea                                   | –                                                                       |
| 43. Woche 1973 – 6. Woche 1974 16 Wochen | 16                                           | Lucio Battisti                               | Il nostro caro angelo                        | Battistis achtem Studioalbum gelang der Einstieg direkt auf Platz eins. |

## Jahreshitparaden
| ← 1972 ← | Liste der Jahres-Nummer-eins-Hits in Italien (M&D) | Liste der Jahres-Nummer-eins-Hits in Italien (M&D)  | Liste der Jahres-Nummer-eins-Hits in Italien (M&D) | 1974 →   |
| \| Singles \| Position# \| Alben \| \| --------------------------------------------------------------------------------- \| --------- \| --------------------------------------------------- \| \| Crocodile Rock Elton John Elton John, Bernie Taupin \| 1 \| Dettagli Ornella Vanoni \| \| Pazza idea Patty Pravo Cesare Gigli, Paolo Dossena, Maurizio Monti, Giovanni Ullu \| 2 \| Don’t Shoot Me I’m Only the Piano Player Elton John \| \| Minuetto Mia Martini Franco Califano, Dario Baldan Bembo \| 3 \| The Dark Side of the Moon Pink Floyd \| \| Vincent Don McLean \| 4 \| Il mio canto libero Lucio Battisti \| \| Il mio canto libero Lucio Battisti Lucio Battisti, Mogol \| 5 \| Pazza idea Patty Pravo \| \| My Love Paul McCartney & Wings Paul McCartney, Linda McCartney \| 6 \| 1 + 1 Mina \| \| Amore bello Claudio Baglioni Antonio Coggio, Claudio Baglioni \| 7 \| Sempre Gabriella Ferri \| \| Io e te per altri giorni Pooh Valerio Negrini, Roby Facchinetti \| 8 \| XVI raccolta Fausto Papetti \| \| Sempre Gabriella Ferri Mario Castellacci, Franco Pisano \| 9 \| Alessandra Pooh \| \| Perché ti amo Camaleonti Totò Savio, Giancarlo Bigazzi \| 10 \| Gira che ti rigira amore bello Claudio Baglioni \| |                                                    |                                                     |                                                    |          |
| ← 1972 |                                                    |                                                     |                                                    | → 1974 → |
| Singles | Position#                                          | Alben                                               |                                                    |          |
| Crocodile Rock Elton John Elton John, Bernie Taupin | 1                                                  | Dettagli Ornella Vanoni                             |                                                    |          |
| Pazza idea Patty Pravo Cesare Gigli, Paolo Dossena, Maurizio Monti, Giovanni Ullu | 2                                                  | Don’t Shoot Me I’m Only the Piano Player Elton John |                                                    |          |
| Minuetto Mia Martini Franco Califano, Dario Baldan Bembo | 3                                                  | The Dark Side of the Moon Pink Floyd                |                                                    |          |
| Vincent Don McLean | 4                                                  | Il mio canto libero Lucio Battisti                  |                                                    |          |
| Il mio canto libero Lucio Battisti Lucio Battisti, Mogol | 5                                                  | Pazza idea Patty Pravo                              |                                                    |          |
| My Love Paul McCartney & Wings Paul McCartney, Linda McCartney | 6                                                  | 1 + 1 Mina                                          |                                                    |          |
| Amore bello Claudio Baglioni Antonio Coggio, Claudio Baglioni | 7                                                  | Sempre Gabriella Ferri                              |                                                    |          |
| Io e te per altri giorni Pooh Valerio Negrini, Roby Facchinetti | 8                                                  | XVI raccolta Fausto Papetti                         |                                                    |          |
| Sempre Gabriella Ferri Mario Castellacci, Franco Pisano | 9                                                  | Alessandra Pooh                                     |                                                    |          |
| Perché ti amo Camaleonti Totò Savio, Giancarlo Bigazzi | 10                                                 | Gira che ti rigira amore bello Claudio Baglioni     |                                                    |          |